# حركة إلغاء الشرطة
حركة إلغاء الشرطة هي حركة سياسية، معظمها في الولايات المتحدة، دافعت عن استبدال الشرطة بنظام آخر للأمن العام. يعتقد مؤيدو إلغاء الشرطة أن نظام الشرطة بطبيعته يحوي خللًا ولا يمكن إصلاحه- وهي وجهة نظر ترفض أيديولوجية مؤيدي حركة إصلاح الشرطة. في الحين الذي يسعى فيه الإصلاحيون إلى معالجة الطرق التي يتم من خلالها ضبط الأمن، يسعى مؤيدو الإلغاء إلى تغيير عملية ضبط الأمن بأكملها من خلال عملية تفكيك الشرطة، ونزع قوتها وسلاحها. يجادل مؤسسو حركة الإلغاء أن مؤسسة الشرطة متجذرة بشكل كبير في تاريخ تفوق العرق الأبيض والاستعمار الاستيطاني وأنه لا يمكن فصلها عن نظام رأسمالي قائم على العرق سابق لوجودها، وبالتالي يعتقدون أن النهج الإصلاحي للشرطة سيفشل دائمًا.
تتطلب عملية إلغاء الشرطة أن توجِد المجتمعات بدائل لضبط الأمن. تتضمن هذه العملية تفكيك المفاهيم الموجودة مسبقًا لضبط الأمن ورفض الخيار المشترك الذي يطرحه الإصلاحيون. تشمل العملية أيضًا الانخراط في الممارسات التي تحد من سلطة الشرطة وشرعيتها وتدعمها مثل شعار «أوقفوا تمويل الشرطة».
استخدم ناشطون في احتجاجات جورج فلويد واحتجاجات حياة السود مهمة جملة «أوقفوا تمويل الشرطة». تدعم حركة إيقاف التمويل تخفيض ميزانية قسم الشرطة أو تفويض بعض من مسؤوليات الشرطة إلى منظمات أخرى. اقترح بعض الناشطون تحويل تمويلات الشرطة إلى الخدمات الاجتماعية مثل خدمات الشباب والإسكان. يمكن أن تُفهم عبارة مثل «تبًا للشرطة»، التي وفقًا لباحثين مثل ديفيد كوريا وتايلر ويل «ظهرت كشعار غير رسمي» خلال أحداث شغب رودني كينغ، على أنها دعوة لإلغاء الشرطة.
انتقد العديد من علماء الاجتماع وأخصائيي علم الإجرام والصحفيين والسياسيين حركة إلغاء الشرطة.

## تاريخها
أسست الولايات المتحدة أول قوات شرطة عسكرية في بنسلفانيا عام 1905، وتأثرت بشكل مباشر بالحرب الأمريكية الإمبريالية التي شنتها الشرطة الفيليبينية. أسس الحاكم سامويل دبليو.بينيبيكر شرطة ولاية بنسلفانيا، وكان هدفه من هذه القوة أن تعمل كوسيلة «للقضاء على الاضطرابات، سواء كانت صناعية أو غير ذلك، التي ظهرت في مقاطعات الولاية التي تعج بالأجانب». اختير جميع الضباط تقريبًا من الجيش الأمريكي، وقدِم العديد منهم من الشرطة العسكرية مباشرة. على الرغم من أنه كان من المفترض أن تكون قوات الشرطة «منتشرة في جميع الولايات المتحدة» بالاسم، فقد نُشرت القوات في الواقع ضمن أربعة فرق لتغطية مناطق استثمار المناجم» التي كانت مكتظة بالسكان «الأجانب». كان معظم الجنود في الفرق تقريبًا «أمريكيين بالولادة وكان شعارهم «أمريكي واحد يستطيع هزيمة مئة أجنبي» وفقًا لما ذكره المؤرخ توماس ريبتو. كانوا يدعون أنفسهم الخيالون السود وكان يُشار إليهم بالعامية «بالقوزاق».
كانت شرطة الولاية في عام 1906 قد بدأت بالفعل تثير الاستياء بسبب إطلاقها النار على المضربين عن العمل وإفلاتها من المسؤولية. في عام 1906، أطلق الجنود النار على عشرين شخص من المضربين في جبل الكرمل. على الرغم من أن الجنرال الذي كان مسؤولًا اعتقل بتهمة الاعتداء والضرب، «فإن الولاية برأته ورجاله من جميع التهم». عبر الحاكم بيريباكر عن دعمه موضحًا أن الجنود «بنوا سمعة انتشرت في جميع أنحاء البلاد...وكانت نتيجتها أن اختفت جميع صعوبات العمل في منطقة فحم الأنثراسيت بشكل كامل». كانت تستدعى شرطة الولاية عادةً لقمع نشاطات الإضراب عن العمل، وكانت تستخدم كسلاح من أسلحة فئة النخبة في بنسلفانيا وتفلت على الدوام من العقوبات المترتبة على أفعالها. وفقًا لما صرح جيسي غاروود فإنه «يمكن لشرطي الولاية أن يعتقل أي أحد في أي وقت». «ضغط عمال المناجم المتحدون من أجل إلغاء قوة «القوزاق» هذه، لكنهم تراجعوا عن ذلك خلال الحرب العالمية الأولى عندما ظهرت في المنطقة تنظيمات عمالية تحولية من اتحاد العمال الصناعيين في العالم. رغم أن عمال المناجم المتحدين أيدوا الإلغاء لما يقرب عقدًا من الزمن، فإنهم كانوا راضيين عندما شُن هجوم على اجتماع لاتحاد الصناعيين في العالم في عام 1966 في أولد فورغ. ألقي القبض على جميع الأشخاص الـ262 الحاضرين، وبعد الإفراج عن بعض المخبرين السريين حكم على الباقين بالسجن مدة ثلاثين يومًا».
انخفضت الهجرة إلى الولايات المتحدة بشكل كبير في عام 1914، مما أدى إلى أمركة بعض مجتمعات التعدين بشكل أكبر. «لم تعد المنطقة الصناعية في بنسلفانيا أرضية للانحراف الثقافي، إنما مجرد منطقة ريفية فقيرة أخرى». ظهرت حركة أوسع نطاقًا لإلغاء الشرطة كردة فعل على العنف الذي تمارسه   الشرطة العامة وشرطة الفحم والحديد الخاصة خلال الإضرابات العمالية والصراعات المسلحة المعروفة باسم حروب الفحم (1890-1930). وردت عدة تقارير خلال هذه الفترة عن تعرض عمال مناجم للضرب والقتل على يد الشرطة العامة والخاصة. أطلقت الشرطة النار بشكل عشوائي على مدن الخيام، مما أدى إلى «قتل أو جرح نساء وأطفال» وأصبح العديد من عمليات الاعتداء الجنسية والاغتصاب التي يرتكبها الضباط شائعًا. اقترح جيمس إتش.مورر، وهو عضو في نقابة العمال الأمريكية وعضو في مجلس نواب بنسلفانيا، سن قوانين لإلغاء شرطة ولاية بنسلفانيا العامة بعد مشاهدته ضرب مواطن يبلغ من العمر 70 عامًا.
أصدر الاتحاد الأمريكي للحريات المدنية في عام 1928 منشورًا عنوانه «عار بنسلفانيا» يعلن فيه أنه قد «سُمح لآلاف أفراد الشرطة الخاصة والعامة بإساءة استخدام سلطتهم بدون تحقيق أو عقاب»، وخلص في نهاية المطاف إلى أنه لم يكن من الممكن تصور إلغاء الشرطة بدون وجود «حاكم لا يخاف من شيء». أدى مقتل عامل المناجم البولندي إيميغري جون باركوسكي في النهاية عام 1929 إلى إلغاء نظام الشرطة الخاصة المعادي للعمال في بنسلفانيا في عام 1931. ضُرب باركوسكي حتى الموت على يد ثلاثة من الضباط الذين يعملون لدى شركة بيتسبورغ للفحم التابعة للمصرفي الأمريكي ريتشارد بيتي ميلون. أشار جيمس رينشاو كوكس، الذي عمل مع مجموعة من القادة الدينيين والعماليين والمدنيين لإلغاء الشرطة الخاصة، إلى الوكالة بأنها «استبداد يمارسه الشعب الثري الذي يعمل في المجال الصناعي».